# 광계

틸라코이드 막에서 광합성의 광의존적 반응을 통한 비순환적 광인산화 과정. 비순환적 광인산화에는 광계 II 와 광계 I 이 관여한다. 파란색 점선은 전자의 이동경로를, 빨간색 점선은 H^{+}의 이동경로를 나타내고 있다.

광계(光系, 영어: photosystem)는 광합성의 주요 광화학 반응들을 함께 수행하는 광합성과 관련된 단백질 복합체들의 기능적, 구조적 단위이다. 광계는 빛의 흡수 및 에너지와 전자의 전달에 관여한다. 광계는 식물, 조류 및 남세균의 틸라코이드 막에서 발견된다. 광계는 식물과 조류의 엽록체에 위치하고 있고, 광합성 세균의 세포막에 위치하고 있다. 광계에는 광계 I과 광계 II의 두 가지 종류가 있다. I, II는 발견 순서로 역사적으로 광계 I 이 광계 II 보다 먼저 발견되었지만, 비순환적 광인산화에서의 작동 순서는 광계 II 가 먼저 작동한 다음 광계 I 이 작동한다.
광계 II는 적색광을 흡수하고 광계 I은 원적색광을 흡수한다. 광합성 활성은 광계가 적색광이나 원적색광에 노출될 때 감지되지만, 광합성 활성은 식물이 두 파장의 빛에 모두 노출될 때가 가장 크다. 실제로 연구에 따르면 두 파장이 함께 광합성 활성에 부가적인 효과보다는 시너지 효과를 갖는 것으로 나타났다.
각 광계는 광화학 반응이 일어나는 반응 중심과 반응 중심을 둘러사는 안테나 복합체라는 두 부분으로 구성된다. 안테나 복합체에는 여기 에너지를 광계의 중심으로 보내는 수백 개의 엽록소 분자가 포함되어 있다. 반응 중심에서 에너지는 포획되고 전달되어 고에너지 분자를 생성한다.
광계 II의 주요 기능은 물을 산소 분자(O2)와 양성자로 효율적으로 분해하는 것이다. 광계 II는 광계 I에 전자의 꾸준한 흐름을 제공하여, 고에너지 전자의 에너지를 NADP+ 및 H+로 전달하여 NADPH를 생성한다. 생성된 NADPH는 식물에서 다양한 대사 과정에 사용될 수 있다.

## 반응 중심
반응 중심은 틸라코이드 막 내에서 발견되는 다중단백질 복합체이다.
광계의 중심에는 빛을 사용하여 분자를 환원 및 산화(전자를 방출 및 흡수)하는 효소인 반응 중심이 있다. 이 반응 중심은 빛의 흡수를 향상시키는 광수집 복합체에 의해 둘러사여 있다.
또한 반응 중심 주변에는 빛을 흡수하는 색소가 있다. 가장 높은 에너지 수준에서 빛을 흡수하는 색소는 반응 중심에서 가장 멀리 떨어진 곳에서 발견된다. 반면 에너지 수준이 가장 낮은 색소는 반응 중심과 더 밀접하게 연관되어 있다. 에너지는 안테나 복합체의 외부에서 내부로 효율적으로 전달된다. 이러한 에너지의 유입은 여기된 분자의 에너지가 바닥 상태의 분자로 전달될 때 발생하는 공명 전달을 통해 수행된다. 이 바닥 상태의 분자는 여기될 것이며, 그 과정은 분자들 사이에서 반응 중심까지 계속될 것이다. 반응 중심에서 특정 엽록소 분자의 전자는 여기되어 궁극적으로 전자 운반체에 의해 전달된다. 여기 후 전자가 고에너지 상태로 전달되지 않으면 형광에 의해 에너지가 바닥 상태로 돌아가게 되어 식물이 광합성을 할 수 없게 된다. 반응 중심은 빛을 받아 엽록체가 사용할 수 있는 화학 에너지로 전환함으로써 광합성을 촉진한다.
광계의 반응 중심은 I형 반응 중심(예: 엽록체 및 녹색황세균의 광계 I(P700))과 II형 반응 중심(예: 엽록체 및 자색비황세균의 광계 II(P680))의 두 가지 계열로 구분할 수 있다. 두 광계는 공통 조상으로부터 유래했지만, 그 이후로 구분되는 쪽으로 진화해왔다.
각 광계는 반응성이 가장 높은 빛의 파장(엽록체에서 광계 I의 경우 700 nm, 광계 II의 경우 680 nm), 존재하는 광수집 복합체의 양과 종류, 사용된 최종 전자 수용체의 종류로 식별할 수 있다.
I형 광계는 페레독신과 같은 철-황 클러스터 단백질을 최종 전자 수용체로 사용하는 반면, II형 광계는 궁극적으로 전자를 최종 전자 수용체인 퀴논으로 전달한다. 두 가지 유형의 반응 중심은 엽록체와 남세균에 모두 존재하며 함께 작용하여 물에서 전자를 추출하여 부산물로 산소를 생성할 수 있는 독특한 광합성 반응계를 형성한다.

## 광계 I과 광계 II의 구조
반응 중심은 일련의 보조 인자에 대한 비계를 제공하는 여러(약 25~30) 단백질 소단위체로 구성된다. 보조 인자는 색소(예: 엽록소, 페오피틴, 카로티노이드), 퀴논 또는 철-황 클러스터일 수 있다.
각 광계에는 안테나 복합체(광수집 복합체 또는 LHC)와 반응 중심이라는 두 가지 주요 하위 단위가 있다. 안테나 복합체는 빛이 포착되는 곳이고, 반응 중심은 이 빛 에너지가 화학 에너지로 변환되는 곳이다. 반응 중심에는 색소 단백질로 둘러싸인 많은 폴리펩타이드가 있다. 반응 중심의 가운데에는 특별한 엽록소 분자가 한 쌍이 있다.
각 광계 II에는 약 8개의 LHCII가 있다. 여기에는 약 14개의 엽록소 a 및 엽록소 b 분자와 약 4개의 카로티노이드가  포함되어 있다. 식물과 남세균의 광계 II의 반응 중심에서 빛 에너지는 물을 산소, 양성자, 전자로 분해하는 데 사용된다. 양성자는 전자전달계의 끝부분에서 ATP 생성효소를 작동시키기 위한 양성자 펌핑에 사용된다. 대부분의 반응은 광계 II의 D1 및 D2 소단위체에서 일어난다.

## 산소 발생 광합성에서
산소 발생 광합성에는 광계 I과 광계 II가 모두 필요하다. 산소 발생 광합성은 식물과 남세균에 의해 수행될 수 있다. 남세균은 광계를 함유한 진핵생물의 엽록체의 조상으로 여겨진다. 산소를 생성할 수 없는 광합성 세균은 광계 I 또는 광계 II와 유사한 광계를 하나만 가지고 있다.
광계 II의 핵심에는 안테나 복합체에서 들어오는 여기 에너지가 유입되는 특수 엽록소 a인 P680이 있다. 여기된 P680*의 전자 중 하나는 비형광 분자로 전달되어 엽록소를 이온화하고 에너지를 더욱 증폭시켜 광계 II의 산소 발생 복합체(OEC)에서 물을 분해하고 전자를 회수할 수 있다. 산소 발생 복합체(OEC)의 중심에는 4개의 망가니즈(Mn) 원자가 있으며, 각 원자는 한 개의 전자를 포획할 수 있다. 2분자의 물이 분해되어 얻게 되는 전자는 4개의 과잉 전자를 보유하는 가장 높은 에너지 상태의 산소 발생 복합체를 형성하는 데 사용된다.
전자는 틸라코이드 막 내의 전자전달계에서 사이토크롬 b6f 복합체를 통해 광계 I으로 전달된다. 광계 I의 에너지는 이 과정을 주도하고(전체 과정을 화학삼투라고 함) 막을 통해 엽록체의 스트로마로부터 틸라코이드 내강으로 양성자를 펌핑하는 데 사용된다. 이는 틸라코이드 내강과 스트로마 사이의 위치 에너지의 차이를 생성하며, 이것은 양성자 구동 ATP 생성효소에 의해 ATP를 생성하는 데 사용될 수 있는 양성자 구동력에 해당한다. 전자가 한 방향으로 한 번만 통과하는 과정을 비순환적 광인산화라고 하고 광계 I과 양성자 펌프를 여러 번 통과하는 과정을 순환적 광인산화라고 한다.
전자가 광계 I에 도달하면 광계 I의 광 여기된 반응 중심 엽록소 a인 P700+의 전자 결핍을 채워준다. 전자는 계속해서 광계 I 주변의 순환적 전자 흐름을 통해 전달되거나 페레독신을 통해 NADP+ 환원효소로 전달될 수 있다. NADP+에 전자와 양성자가 첨가되어 NADPH를 형성한다. 이 환원제(수소화제)는 캘빈 회로로 이동하여 ATP와 함께 3-포스포글리세르산과 반응하여 식물이 다양한 물질을 만들 수 있는 기본 빌딩 블록인 글리세르알데하이드 3-인산을 생성한다.

## 광계 복구
강한 빛 조건에서 식물은 광계의 손상을 방지하기 위해 다양한 메커니즘을 사용한다. 이들은 일부 빛 에너지를 열로 방출할 수 있지만 과도한 빛은 활성 산소를 생성할 수도 있다. 이들 중 일부는 항산화제로 해독될 수 있지만 나머지 산소 종은 식물의 광계에 해로울 수 있다. 보다 구체적으로 광계 II의 반응 중심에 있는 D1 소단위체가 손상될 수 있다. 연구에 따르면 deg1 단백질이 손상된 D1 소단위체의 분해에 관여하는 것으로 밝혀졌다. 그러면 광계 II가 다시 제대로 작동할 수 있도록 새로운 D1 소단위체가 손상된 D1 소단위체를 교체할 수 있다.

## 같이 보기
- 광계 I
- 광계 II
- 광합성
- 광인산화
- 명반응
- 광저해
- 광합성 반응 중심
- 수소 에너지
- 엽록소